# Detector de tensiune

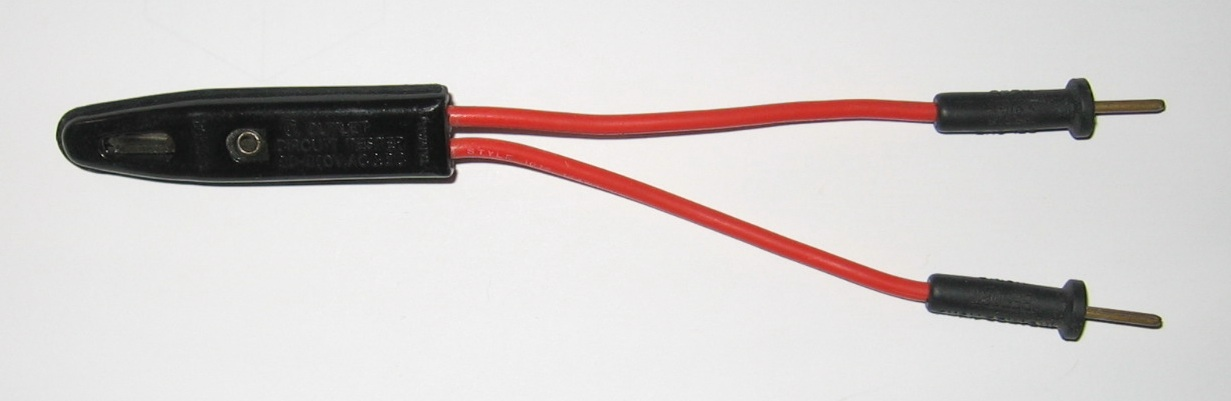
Lampă de control cu bec cu neon pentru tensiunea de rețea

O lampă de test, un creion de tensiune, creion de control, tester de tensiune sau tester de rețea este un echipament electronic de testare utilizat pentru a determina prezența energiei electrice într-un echipament care urmează să fie testat. O lampă de test este mai simplă și mai puțin costisitoare decât un instrument de măsurare, cum ar fi un multimetru, și de multe ori suficientă pentru verificarea prezenței tensiunii pe un conductor. Corect proiectată lampa de test include caracteristici pentru a proteja utilizatorul de șocuri electrice accidentale. Lampa de test fără contact poate detecta tensiunea pe conductoarele izolate. 

## Lampa de test cu două contactate

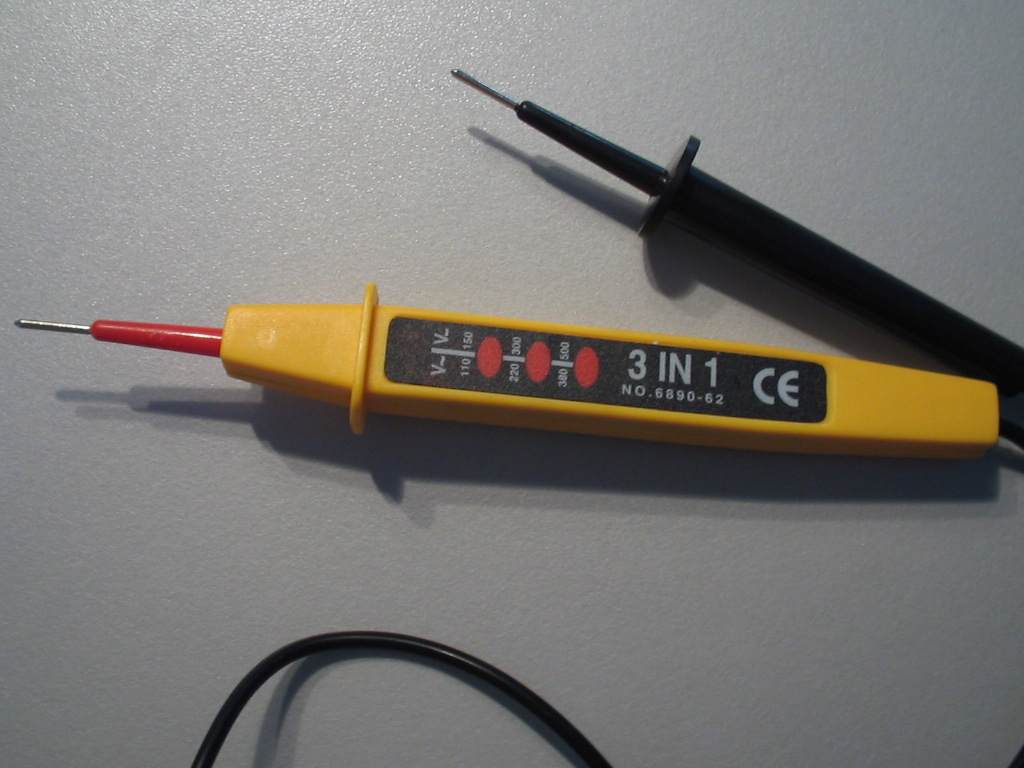
Un tester de tensiune cu trei lumini pentru a da o indicație aproximativă a valorii tensiunii

Lampa de test este o lampă electrică cu una sau două terminale din sârmă izolată. Adesea, aceasta are formă de șurubelniță⁠(d) cu o lampă de control conectată între vârful șurubelniței și un alt terminal care sea află pe spatele șurubelniței. Prin conectarea terminalului de pe spatele șurubelniței la pământ (sol) și se atinge cu vârful șurubelniței diferite puncte din circuit, poate fi determinată prezența sau absența tensiunii din fiecare punct, permițând detectarea defectelor simple și urmărite până la cauza lor. Pentru tensiuni mai mari, se folosește o șurubelnită specială, constând dintr-un bec cu neon montat într-un mâner izolator ce poate fi folosit pentru a detecta tensiuni alternative de 2000 de volți sau mai mult.
Pentru tensiune joasă de lucru (de exemplu, în automobile), lampa utilizată de obicei  este un bec incandescent mic, de joasă tensiune. Aceste lămpi sunt de obicei proiectate pentru a funcționa la aproximativ 12 V; aplicarea unei lămpi de test auto la tensiunea rețelei va distruge lampa și poate provoca un scurtcircuit în tester.
Pentru lucrul cu tensiunea de linie⁠(d) (de la rețea), lampa este de obicei o mică lampă de neon⁠(d), care este conectată în serie cu o rezistență de balast⁠(d) adecvată. Aceste lămpi de multe ori pot funcționa într-o gamă largă de tensiuni, de la 90V până la câteva sute de volți. În unele cazuri, mai multe lămpi separate sunt utilizate împreună cu divizoare de tensiune rezistive, amenajate pentru a permite lămpilor suplimentare să se aprindă dacă tensiunea aplicată crește mai mult. Lămpile sunt montate în ordine, de la cea mai mică tensiune spre cea mai mare, acest grafic minimal oferind o indicație brută a tensiunii.
Becurile incandescente pot fi, de asemenea utilizate în unele echipamente electronice pentru reparații, iar un tehnician instruit poate spune de obicei tensiunea aproximativă, pe baza luminozității becului.

## Siguranță
O lampă de test de mână pune neapărat utilizatorul în apropierea circuitelor alimentate. Contactul accidental cu cablurile sub tensiune poate duce la un scurtcircuit sau la un șoc electric. Lămpile de test Ieftine sau cele construite acasă pot să nu includă o protecție suficientă împotriva defectelor surselor de înaltă energie. Se obișnuiește să se conectaze o lampă de test la un circuit funcțional cunoscut, atât înainte cât și după testarea unui circuit necunoscut, pentru a verifica funcționarea normală a lămpii de test în sine.
În Regatul Unit, orientările stabilite de către Health and Safety Executive (HSE) oferă recomandări pentru construirea și utilizarea lămpilor de test. Sondele trebuie să fie bine izolate, cu minim de expunere a terminalelor, cu protecție la contacul accidental cu degetul, și nu trebuie să expună fire dacă becul de sticlă al lămpii de test este spart. Pentru a limita energia livrată în caz de scurtcircuit, lămpile de test trebuie să aibă o siguranță de limitare a curentulu sau o rezistență de limitare a curentului și o siguranță. Liniile directoare ale HSE recomandă de asemenea, proceduri pentru a valida funcționarea lămpii de test. Atunci când un circuit electric cunoscut nu este disponibil, o unitate separată care furnizează o tensiune de test cunoscută și o putere suficientă pentru a aprinde lampa, este folosită pentru a confirma funcționarea lămpii de test înainte și după testarea unui circuit.
Deoarece energia pentru funcționarea lămpii de test este extrasă din circuitul aflat în test, unele tensiuni de scurgere de înaltă impedanță nu pot fi detectate folosind acest tip de echipament de test fără amplificare.

## Lampă de test cu un singur contact

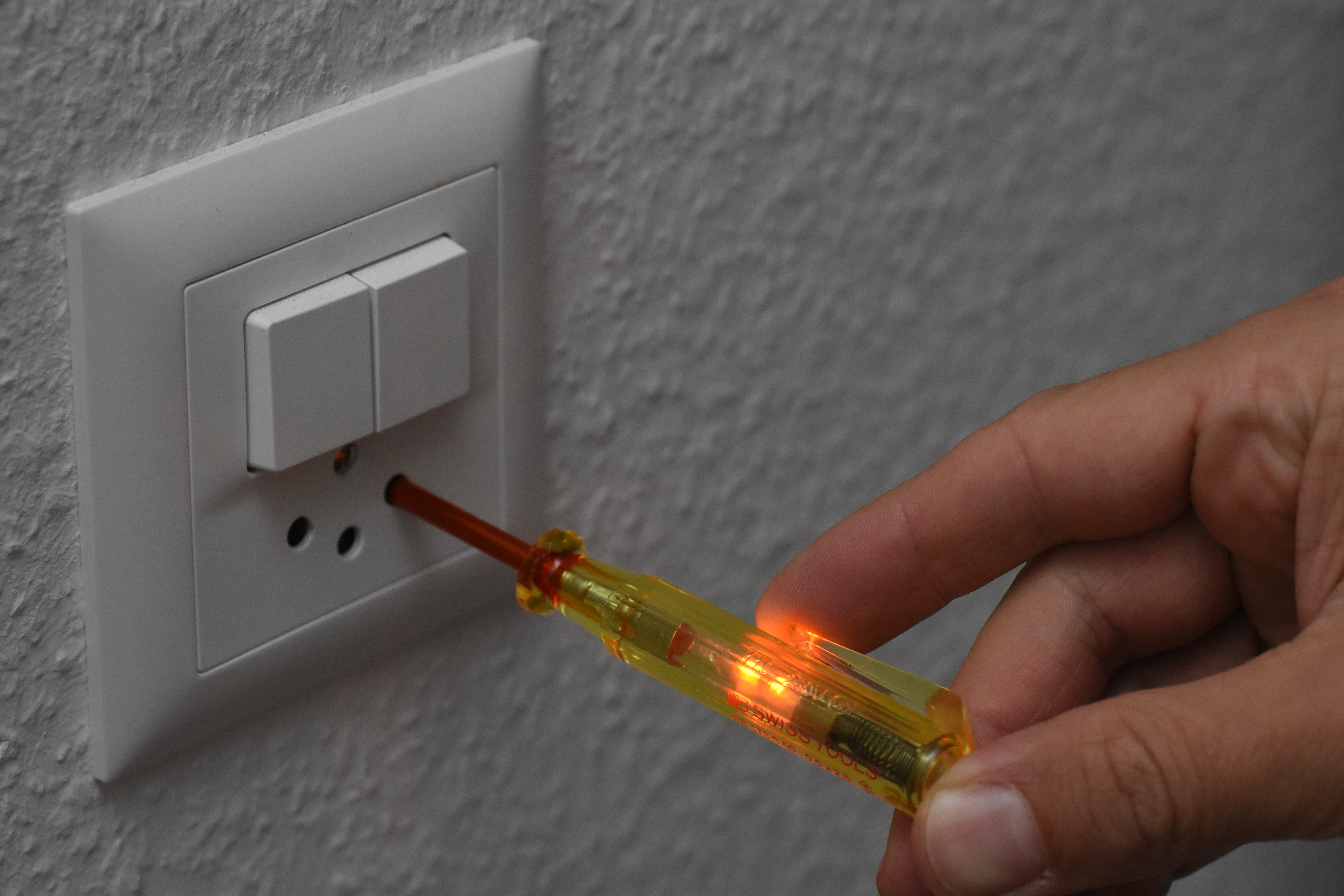
Lampă de test cu bec cu neon, care nu are amplificator; acest tip necesită un contact metalic direct cu circuitul, pentru a putea fi testat.

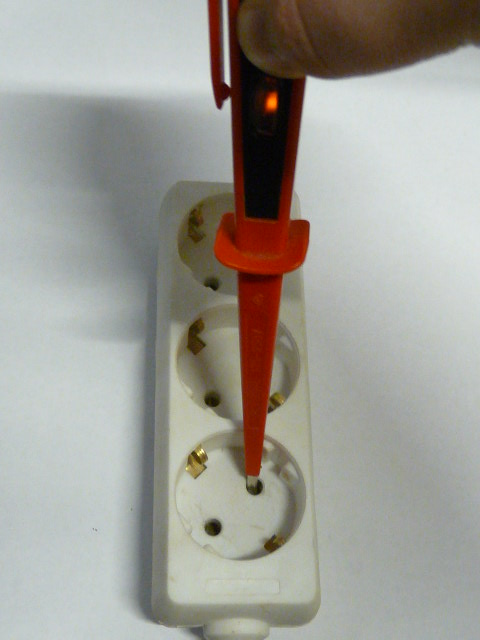
Lampă de test tip șurubelniță, cu bec cu neon. Curentul electric circulă printr-o rezistență cu valoare mare, prin becul cu neon, prin capacitatea distribuită și prin rezistența corpului utilizatorului.

Un tip de lampă de test ieftină, face doar un singur contact cu circuitul testat, și se bazează pe capacitatea parazită și pe curentul care circulă prin corpul utilizatorului pentru a închide circuitul electric. Dispozitivul poate fi sub formă de șurubelniță. Vârful lămpii de test este atins de conductorul ce trebuie verificat (de exemplu, acesta poate fi folosit pe o sârmă într-un comutator, sau introdusă într-o gaură la o priză de curent electric). O lampă cu neon⁠(d) are nevoie de foarte puțin curent pentru a lumina, și astfel se poate folosi capacitanța corpului utilizatorului față de pământ, pentru a închide circuitul.
Lămpile de test tip șurubelniță sunt foarte ieftine, dar nu pot îndeplini cerințele de construcție GS 38, din Marea Britanie. Dacă terminalul este expus, există pericolul de electrocutare pentru utilizator, iar construcția internă a testerului nu oferă nici o protecție împotriva defectelor de scurtcircuit. Defectarea rezistenței și a becului inseriate, poate pune utilizatorul în contact metalic direct cu circuitul testat. De exemplu, apa prinsă în interiorul șurubelniței poate permite trecerea unui curent electric suficient pentru a electrocuta utilizatorul. Chiar dacă un scurtcircuit intern nu va electrocuta utilizatorul, rezultat șocului electric poate duce la rănire. Becul nu oferă nici o indicație mai jos de tensiunea de funcționare a becului cu neon, și deci nu poate detecta scurgerile periculoase de curent. Deoarece se bazează pe capacitate pentru a închide circuitul de curent, curentul direct nu poate fi credibil indicat. Dacă utilizatorul șurubelniței este izolat față de sol și cuplat capacitiv⁠(d) la alte cabluri electrice aflate sub tensiune, poate apărea o citire negativă falsă când testează un circuit închis, și o citire pozitivă falsă când testează un circuit deschis. Citirea negativă falsă poate apărea de asemenea, în zonele puternic iluminate care fac ca strălucirea becului de neon să poată fi greu observabilă.

## Detectoare de tensiune fără contact
Testerele cu amplificare electronică (normal numite creioane de test electrice, creioane de test, sau detectoare de tensiune) se bazează doar pe circulația curentului capacitiv, și în esență detectează schimbarea câmpului electric în jurul obiectului alimentat cu tensiune electrică alternativă. Acest lucru înseamnă că nu este nevoie de un contact metalic direct cu circuitul testat. Utilizatorul trebuie să atingă partea de sus a mânerului pentru a oferi o masă de referință (prin capacitatea parazită⁠(d) la masă), moment în care indicatorul LED se va aprinde sau un buzzer va suna, în cazul în care conductorul testat este cel de fază. Energia suplimentară pentru a aprinde LED-ul și pentru a alimenta amplificatorul este furnizată de o mică baterie internă, și aceasta nu circulă prin corpul utilizatorului.
Atunci când dispozitivul este plasat lângă un conductor de fază, se realizează un divizor de tensiune capacitiv, ce cuprinde capacitatea parazită dintre conductor și senzor, și dintre senzor și sol (prin corpul utilizatorului). Atunci când testerul detectează curentul care curge prin acest divizor, el indică prezența tensiunii.
Unele testere cu amplificare vor da un indiciu puternic (lumină mai puternică sau un sunet mai puternic) proporțional cu puterea relativă a tensiunii detectate, astfel oferind unele indicii despre locația obiectului aflat sub tensiune. Alte testere dau doar o indicație simplă de tipul da/nu despre detectarea câmpului electric. Testerele profesionale vor avea de asemenea, o caracteristică pentru a asigura utilizatorul că bateria și testerul funcționează în parametri nominali.
Detectoarele de tensiune fără contact sunt realizate fie pentru tensiunea de rețea, sau pentru tensiune mai mică (în jur de 50 de volți). Un tester destinat detectării tensiunii de rețea, nu poate oferi nici o indicație privind tensiunile mai mici din circuitele testate, cum ar fi cele utilizate pentru sonerii sau pentru controlul aerului condiționatcontrolul aerului condiționat.
Spre deosebire de clampmetre⁠(d) care detectează variația câmpului magnetic, aceste detectoare pot fi utilizate chiar dacă nu circulă curent prin conductorul în cauză, deoarece acestea detectează câmpul electric alternativ care radiază din conductorul aflat sub tensiune alternativă.
Un detector de tensiune fără contact care detectează câmpurile electrice nu poate detecta existența tensiunii în interiorul cablurilor ecranate sau blindate (o limitare fundamentală bazată pe efectul de cușcă Faraday⁠(d)). O altă limitare este că nu poate fi detectată tensiunea continuă folosint aceste detectoare, deoarece curentul continuu nu trece prin condensatoare (în starea de echilibru⁠(d)), astfel încât detectorul nu este activat.
Aceste tipuri de detectoare pot fi folosite pe becurile conectate în serie⁠(d) din luminile de Crăciun, pentru a detecta care bec este ars și întrerupe circuitul, făcând ca instalația de lumini să nu funcționeze. Poziționând vârful detectorului pe fiecare bec, se poate determina dacă acesta este încă conectat într-o parte. Primul bec care nu activează detectorul este probabil tocmai cel ars care întrerupe circuitul. (Becurile arse vor activa detectorul în continuare, dacă există un șunt derivație care închide circuitul.) Întorcerea ștecherului în priză va face ca celălalt capăt al circuitului să activeze detectorul.

## Tester de priză

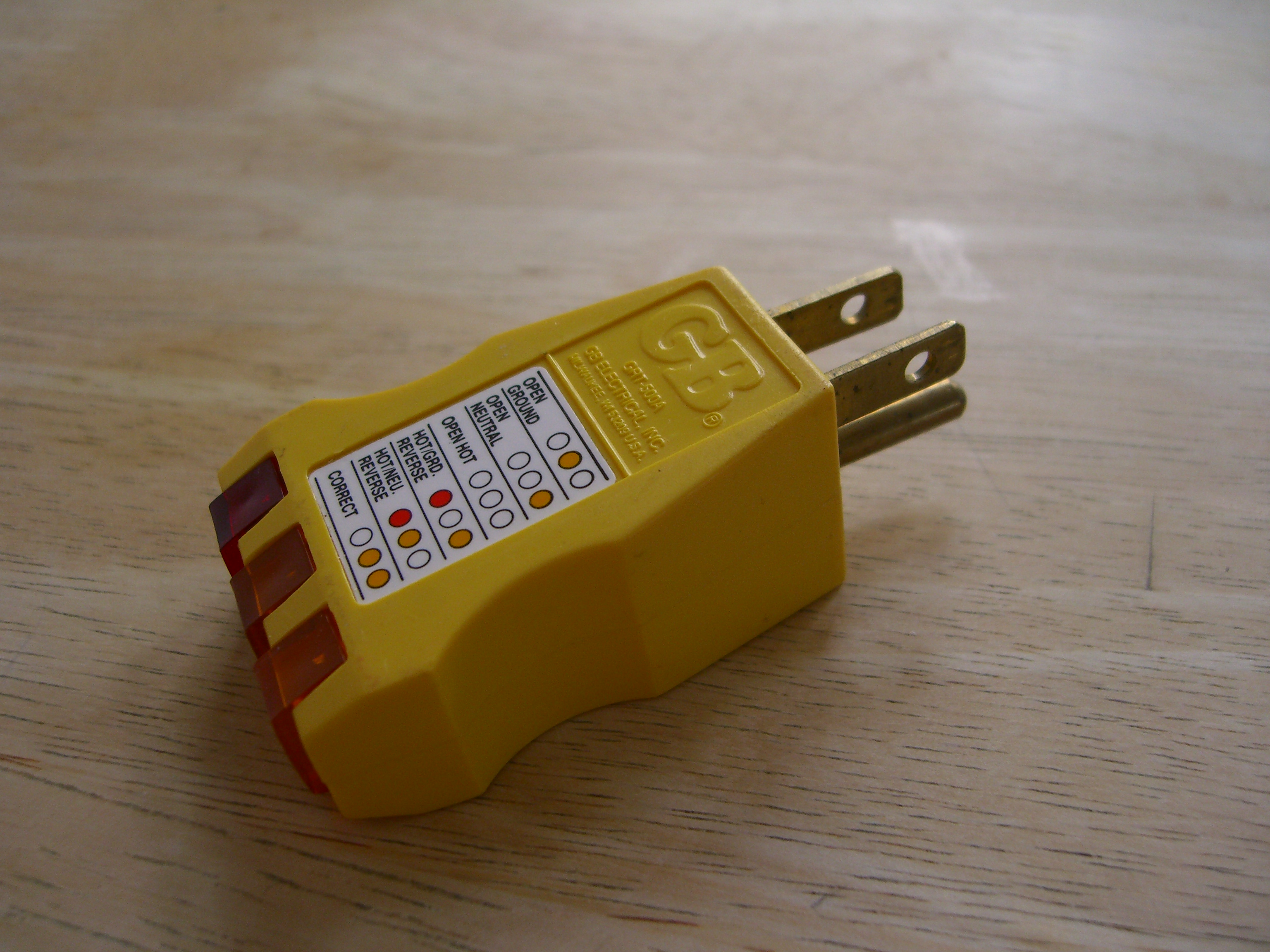
Tester cu împământare pentru America de Nord

Un tester de priză⁠(d) se conectează la o priză, și poate detecta unele erori de cablare. Eroarea de cablare este prezentată prin diverse combinații ale celor trei lumini. Erorile detectabile includ inversarea fază/nul, lipsa împământării sau a nulului, și altele. Cu toate acestea, scurgerea curentului prin oxid metalic al varistorului folosit ca protecție la supratensiune, conectat între nulul și împământarea unui prelungitor⁠(d), poate da o indicație falsă că există o conexiune de împămânatre.

## Lampa de test a continuității
Un bec și o baterie pot fi folosite pentru a testa închiderea întrerupătoarelor sau continuitatea conductoarelor. Trebuie avut grijă ca toate circuitele să fie complet fără tensiune înainte de utilizarea unui tester de continuitate⁠(d), sau becul se va arde. Uneori, o lanterna poate fi modificată adăugândui-se bornele de testare, pentru a permite ca lanterna să poată fi folosită ca un tester de continuitate.